# Santa Cruz (Almodôvar)
Santa Cruz es una freguesia portuguesa del concelho de Almodôvar, con 123,82 km² de superficie y 898 habitantes (2001). Su densidad de población es de 7,3 hab/km².